# Montfey
Montfey település Franciaországban, Aube megyében. Lakosainak száma 115 fő (2022. január 1.). Montfey Coursan-en-Othe, Courtaoult, Ervy-le-Châtel, Racines és Villeneuve-au-Chemin községekkel határos.

## Népesség
A település népessége az elmúlt években az alábbi módon változott:
| Lakosok száma | 161  | 114  | 133  | 132  | 138  | 138  | 134  | 124  | 120  | 115  |
|               | 1968 | 1982 | 1990 | 2006 | 2013 | 2015 | 2017 | 2019 | 2020 | 2022 |